# Kraterskinn
Kraterskinn (Amphinema byssoides) är en svampart som först beskrevs av Christiaan Hendrik Persoon, och fick sitt nu gällande namn av J. Erikss. 1958. Kraterskinn ingår i släktet Amphinema och familjen Atheliaceae.  Arten är reproducerande i Sverige. Inga underarter finns listade i Catalogue of Life.